# Pierre Lees-Melou
Pierre Lees-Melou, född 25 maj 1993, är en fransk fotbollsspelare som spelar för Brest i Ligue 1.

## Karriär
Den 13 juli 2021 värvades Lees-Melou till den engelska klubben Norwich City, där han skrev på ett treårskontrakt. Han debuterade i Premier League den 14 augusti 2021 i en 3–0-förlust mot Liverpool.
Den 23 juli 2022 värvades Lees-Melou av Brest, där han skrev på ett treårskontrakt med en option på ett ytterligare år.